# Ethylcellulose
Ethylcellulose (fachsprachlich, standardsprachlich: Ethylzellulose) ist ein makromolekularer Stoff, der halbsynthetisch  aus der natürlich vorkommenden Cellulose gewonnen wird. Chemisch handelt es sich um einen Celluloseether, der in verschiedenen Typen vorkommt, die sich in ihrem Polymerisationsgrad (Molmassenverteilung) und in ihrem Veretherungsgrad unterscheiden. Ethylcellulose ist typischerweise ein hydrophobes weißes Pulver und löslich in organischen Lösungsmitteln (z. B. Ethanol).

## Gewinnung und Darstellung
Ethylcellulose findet sich nicht in der Natur, sondern wird synthetisch produziert, indem Cellulose mit einer heißen, alkalischen Lösung (einer Lauge, zum Beispiel Natriumhydroxid) und anschließend mit Ethylhalogeniden – wie Ethylchlorid – behandelt wird.
Da bei dieser Reaktion nicht alle Hydroxygruppen reagieren, entstehen Gemische mit unterschiedlich hohem Substitutionsgrad. Auch der Substitutionsgrad der einzelnen Stärkebausteine innerhalb eines Polymers kann unterschiedlich hoch ausfallen.

## Chemische Eigenschaften
Chemisch ist Ethylcellulose ein Ethylether der Cellulose und entsteht durch Ersatz von Wasserstoffatomen der Hydroxygruppen durch Ethylgruppen.
In Abhängigkeit von der Anzahl der substituierten Hydroxygruppen unterscheiden sich die Ethylcellulosen. Cellulose ist ein Kettenmolekül aus zahlreichen Glucosemolekülen, jede Glucoseeinheit hat drei Hydroxygruppen. Verschiedene Ethylcellulosen lassen sich durch ihren Substitutionsgrad (degree of substitution, DS), die durchschnittliche Zahl veretherter Hydroxygruppen pro Glucoseeinheit, beschreiben. Das theoretische Maximum beträgt 3,0, typische Werte liegen im Bereich von 2,2 bis 2,6. Der Substitutionsgrad beeinflusst die Löslichkeit in unterschiedlichen Lösungsmitteln. Während Ethylcellulosetypen mit niedrigen Substitutionsgraden (0,8–1,3) in Wasser löslich sind, führt eine Erhöhung des Substitutionsgrads zu einer verbesserten Löslichkeit in Alkoholen und zunehmender Hydrophobie. Die meisten technischen Ethylcellulosetypen sind wasserunlöslich und löslich in einem breiten Spektrum an organischen Lösungsmitteln und deren Mischungen. Ethylcellulose ist thermoplastisch; der Erweichungspunkt kann durch Zugabe von Weichmachern gesenkt werden.

## Verwendung
Ethylcellulose ist eine vielfältig einsetzbare Verbindung, die als Verdickungs-, Binde-, Klebemittel, sowie als Filmbildner und wasserabweisende Barriereschicht eingesetzt wird. Sie ist der Hauptbestandteil von lichtechten Celluloseetherlacken, Packmitteln, thermoplastischen Kunststoffen, künstlichem Schnee für Weihnachtsbäume, Kabelisolierungen, Schutzhäuten und Dichtungen. Ethylcellulose wird auch als Zusatz von Kunstharzen und Wachsen zum Lackieren von gefärbten Ostereiern und als Zusatz für Stempelfarben in der Lebensmittelindustrie (Stempeln von Eiern oder Käse) verwendet.

### Lebens- und Genussmittel
Ethylcellulosen (Zusatzstoffnummer E 462) wie auch andere chemisch modifizierte Abkömmlinge der Cellulose (E 461 sowie 463 bis 469) sind in der EU als Lebensmittelzusatzstoff für verschiedene Verwendungszwecke zugelassen.

### Pharmazie
Ethylcellulose wird vielfach als  pharmazeutischer Hilfsstoff in der Arzneimittelherstellung verwendet: beispielsweise zur Viskositätserhöhung in flüssigen Arzneizubereitungen, als Bindemittel für Tablettengranulate, als Gerüststoff und Sprengmittel für Tabletten sowie insbesondere auch als Filmbildner (z. B. unter Surelease® markenrechtlich geschützt) für Lacktabletten.
Pharmazeutische Qualitäten der Ethylcellulose enthalten gemäß der Charakterisierung im  Europäischen Arzneibuch einen Ethoxygruppenanteil von 44,0 % bis 51,0 %.